# Ísis Dias de Oliveira
Ísis Dias de Oliveira  (São Paulo, 29 de agosto de 1941 – Rio de Janeiro, 1972) foi uma estudante de Ciência Política e militante da Ação Libertadora Nacional (ALN) durante a Ditadura militar brasileira, momento no qual atuava sob o codinome de Fátima.
Ísis desapareceu no Rio de Janeiro no dia 30 de janeiro de 1972. Ela faz parte dos desaparecidos políticos no Brasil durante o regime militar e seu caso é investigado pela Comissão Nacional da Verdade (CNV), um colegiado organizado pelo governo do Brasil para apurar mortes e desaparecimentos ocorridos durante o período.

## Biografia
Ísis Dias de Oliveira nasceu em 29 de agosto de 1941, filha de Edmundo Dias de Oliveira e Felícia Mardini de Oliveira. Ela realizou o ensino primário no Grupo Estadual Pereira Barreto. No ginásio (atual ensino secundário), Ísis frequentou a Escola Estadual Presidente Roosevelt e fez o clássico (atual ensino médio) no Colégio Santa Marcelina.
Estudiosa, Ísis sabia tocar o piano e participava de aulas de pintura na Fundação Alvares Penteado. Além do português, sabia falar inglês, espanhol e o francês. As habilidades com idiomas até garantiram futuramente um trabalho para ela como secretária bilíngue na empresa Swift.
ísis se tornou professora e estudante universitária da USP (Universidade de São Paulo), mas não chegou a concluir o curso. Ísis era militante da Ação Libertadora Nacional (ALN) e do Partido Comunista Brasileiro (PCB), em 1965 começou a cursar Ciências Políticas na Universidade de São Paulo e se mudou para o Conjunto Residencial da USP (CRUSP).
Em 1967, Ísis trabalhou no cursinho do Grêmio da Faculdade de Filosofia. No mesmo ano, casou-se com José Luiz del Roio, secretário político do Partido Comunista Brasileiro na Universidade de São Paulo e militante da ALN. Ambos se conheceram em 1965 na faculdade, ficaram casados durante dois anos. O último ano de casamento marcou, também, o último contato que tiveram.
Em 1968, Ísis interrompeu o seu 3° ano na FFLCH (Faculdade de Filosofia, Letras e Ciências Humanas) e foi para Cuba para fazer um treino de guerrilha, voltando um ano depois de forma ilegítima. Se mudou para o Rio de Janeiro no meio do ano de 1970.
Ísis esteve em seis processos, nos quais foi julgada à revelia:
- Assalto ao Hospital da Ordem Terceira da Penitenciária.
- Depredação de postos de gasolina em que haviam cartazes de procurados políticos.
- Assalto à banco.

Presa em 31 de janeiro de 1972, Ísis teve seu pedido de habeas corpus publicado na imprensa no dia 4 de março do mesmo ano. Em contrapartida, o Exército informou que a militante nunca esteve presa. De acordo com documento do Ministério da Aeronáutica, datado em 6 de outubro de 1972, traz a informação de que Ísis Dias de Oliveira desapareceu na mesma época que Paulo César Botelho Massa. Em um panfleto, o qual recebeu o nome de "Ação", que se declarava órgão da Ação Libertadora Nacional, dizia que Botelho Massa havia sido assassinado pela "repressão".

## Circunstâncias da Morte
Ísis vivia de forma clandestina no Rio de Janeiro junto com outro militante chamado Paulo César Massa, quando em 1972 ambos foram presos pelo DOI/CODI (Destacamento de Operações de Informação - Centro de Operações de Defesa Interna) da cidade. Após a prisão, nunca mais foi vista por familiares e amigos.
O que levou a família saber da prisão foi uma ligação feita por Aurora Maria do Nascimento Furtado, também militante, dizendo que Ísis havia sido presa pelo Exército. Desde então, os familiares começaram as buscas para encontrá-la. A mãe então recebeu a ligação de um primo dizendo que Ísis estava na Ilha das Flores, mas em todas as suas idas ao local, sua entrada nunca foi aceita. Apesar das diversas cartas escritas pela mãe de Ísis, sendo destinadas ao governo, nenhuma foi respondida.
Depois de ter sido transferida de local várias vezes e os familiares serem constantemente enganados por membros do Exército, foi confirmada a morte de Ísis, Paulo e mais dez desaparecidos no dia 28 de janeiro de 1979 pelo general Adyr Fiúza de Castro na Folha de S.Paulo.
O desaparecimento de Ísis começou a ser objeto de investigação da Comissão da Verdade em 2014, segundo a qual Oliveira foi assassinada no contexto das violações sistemáticas na ditadura militar no centro ilegal de tortura, a casa da morte em Petrópolis (Rio de Janeiro).
José Luiz del Roio pediu que a Comissão da Verdade solicitasse oficialmente ao Arquivo Nacional uma cópia da Informação 4.057, de 11/09/1975, do Serviço Nacional de Informação (SNI). Neste documento de circulação interna do órgão consta que Isis teria sido morta em 31/01/1972, o mesmo dia que foi presa.

## Legado e homenagem
O caso jurídico envolvendo seu desaparecimento foi objeto no documentário "Advogados contra a Ditadura", que relata em cinco episódios como a ditadura enganou os pais de militantes, inclusive os de Ísis, para que não soubessem seu paradeiro.
O Centro Universitário de Pesquisas e Estudos Sociais (CeUPES) da Universidade de São Paulo recebe o nome de Ísis Dias de Oliveira. Ísis também foi homenageada na praça perto de onde ela viveu quando era mais jovem. O nome de Ísis intitula a praça no Alto da Lapa, em São Paulo, desde 11 de setembro de 1997. No Rio de Janeiro e no Recife, Ísis também foi homenageada. O nome dela aparece no bairro carioca Recreio dos Bandeirantes e no bairro recifense Macaxeira.
Foi listada como uma das "Mulheres esquecidas da ditadura", cuja memória foi invisibilizada pela ditadura militar.
Em 31 de janeiro de 2017 aconteceu a Corrida por Ísis, uma maratona para relembrar os 45 anos do desaparecimento da militante. O evento aconteceu sob coordenação do maratonista e jornalista, Rodolfo Lucena. Foram selecionados alguns locais importantes para a memória da militante da Ação Libertadora Nacional para fazerem parte do percurso, entre eles o antigo prédio da Faculdade de Filosofia, Ciências e Letras (FFCL) da USP, na Rua Maria Antônia, região central de São Paulo, além de seu antigo endereço na Rua da Palmeiras, na Santa Cecilia, onde ela morou com seu antigo companheiro José Luiz del Roio, que fundou, com Carlos Marighella, a Ação Libertadora Nacional. O ponto de chegada da corrida é a a praça no Alto da Lapa, em São Paulo, que leva o nome da militante.

## Comissão Nacional da Verdade
Em 25  de março de 2014, a Comissão Nacional da Verdade citou, no Arquivo Nacional no Rio de Janeiro, o nome da paulistana Ísis Dias de Oliveira durante a audiência pública. A audiência tratava sobre a casa da morte de Petrópolis, um centro clandestino de tortura em funcionamento na ditadura militar. A denúncia aconteceu graças à Inês Ettiene Romeu, que também listou uma série de nomes de pessoas que teriam passado por lá.